# Ivanivka, Semenivka
Ivanivka (în ucraineană Іванівка) este o comună în raionul Semenivka, regiunea Poltava, Ucraina, formată numai din satul de reședință.

## Demografie
Componența lingvistică a comunei Ivanivka
     Ucraineană (98,81%)
     Rusă (1,06%)
     Alte limbi (0,13%)
Conform recensământului din 2001, majoritatea populației comunei Ivanivka era vorbitoare de ucraineană (98,81%), existând în minoritate și vorbitori de rusă (1,06%).